# Sonic Generations
Sonic Generations (ソニック ジェネレーションズ Sonikku Jenerēshonzu?) es un videojuego de plataformas de la serie Sonic the Hedgehog. Fue producido por Sega y su lanzamiento fue el 1 de noviembre de 2011, para celebrar el 20º aniversario del nacimiento de Sonic. Está disponible para las plataformas Windows, Nintendo 3DS, Xbox 360 y PlayStation 3.
En Japón, la versión de PC, Xbox 360 y PlayStation 3 fue titulada Shiro no Jikū (白の時空?  lit. "Espacio-tiempo blanco") mientras que la versión de Nintendo 3DS fue titulada Ao no Bōken (青の冒険?  lit. Aventura azul).
El 31 de enero de 2024, se anunció un remaster del juego llamado Sonic X Shadow Generations que se estrenó el 25 de octubre de 2024 y contará con una versión para Nintendo Switch 2 para el 5 de junio de 2025.

## Argumento

### Versión PC/Xbox 360/PS3 y remaster
La historia inicia en el pasado, cronológicamente en Green Hill Zone, donde Classic Sonic se encuentra corriendo para intentar detener a su malvado némesis, el Dr. Ivo Robotnik, hasta que de repente siente un fuerte terremoto y escucha un ruido bastante extraño, donde empieza a indagar que fue lo que paso. No obstante, momentos después, no le da mucha importancia, así que corriendo su camino. Sin embargo, justo en ese instante, aparece un monstruo cubierto de neblina negra de un portal y al percatarse, la pantalla se queda en blanco sin saber que ocurrió. Mientras tanto, en el presente, (23 de junio de 2011), Tails y el resto de amigos de Sonic celebran su cumpleaños, hasta que el mismo monstruo que apareció en el pasado vuelve a aparecer y manda a todos excepto a Sonic a unos portales en el tiempo, enviando a cada uno de ellos a diferentes líneas de tiempo. En eso Sonic trata de atacarlo, pero es fácilmente derribado por un golpe de su brazo y termina inconsciente. Justo cuando todos han sido absorbidos por los torbellinos de tiempo, Tails es el único que queda luchando por resistir el torbellino, pero no resiste más tiempo y es absorbido también. Momentos después, Sonic se despierta del golpe luego de estar unos minutos inconsciente y descubre que ahora esta en una misteriosa dimensión blanca en donde observa lo que parece ser Green Hill Zone y que la misma se encuentra inexplicablemente incolora y decide ir a investigar que sucede. Finalmente Sonic encuentra a Tails y lo libera de su estado congelado. Posteriormente Sonic y Tails deciden ir explorar una planta química incolora de más adelante (Chemical Plant de Sonic the Hedgehog 2). Sonic se pone en marcha con rapidez a investigar, pero unos segundos más tarde, Tails se topa con Classic Sonic y lo confunde creyendo que se trataba del Sonic actual.
Unas horas más tarde, Sonic vuelve de la planta química y salva a Amy, Tails llega a Sonic y le dice que nunca olvidaría las características de aquel lugar (El desagradable olor y el agua rosa). Por su parte Sonic está de acuerdo con su amigo zorro y le menciona que este ya tenía la sensación de que haber estado en ese lugar antes. Mientras tanto Classic Sonic y Metal Sonic, vigilante de una Esmeralda del Caos, entran en batalla en el futuro malo de Stardust Speedway y lo destruye. Más tarde, después de restaurar Sky Sanctuary y rescatar a Knuckles, aparecen zonas de desafío, las cuales dan acceso a tres llaves, cada una en una zona. Estas llaves ponen en marcha unos engranajes situados más allá de Sky Sanctuary, y abren un portal a la zona de batalla de Classic Sonic contra Death Egg. Al entrar los dos Sonic, se miran pensando que el cristal que hay allí es un espejo y que ambos Sonics son el uno el reflejo del otro, y luego, al oír a Eggman, Classic Sonic corre tras él, mientras que el Sonic actual no puede reaccionar a tiempo y se queda fuera de la zona de batalla.
Al volver Classic Sonic de derrotar al Death Egg Robot, se ponen al día de los sucesos ocurridos, y van a la siguiente época para restaurar más zonas. Esta época (llamada era Dreamcast ) se compone de Speed Highway (Sonic Adventure), City Escape (Sonic Adventure 2) y Seaside Hill (Sonic Heroes) (con Ocean Palace e Hydrocity Zone de Sonic 3). El rival que se encuentra ahora es Shadow, al que Sonic deberá derrotar en la batalla de final Rush. Las 3 llaves abren otro portal idéntico, con la diferencia de que solo entra el Sonic actual para volver a luchar con un mejorado, gracias al Time Eater (por lo que no ha usado las Esmeraldas Caos) Perfect Chaos, al que tendrá que derrotar en Station Square nuevamente. Después de la batalla contra Perfect Chaos, el Time Eater se dirige hacia ellos, pero es repelido por la Esmeralda Caos que pertenecía a ese portal en el tiempo. Resulta que las vuelven a necesitar y pueden conseguir 3 por vencer a jefes, 3 por vencer a rivales y una por terminar todos los actos. El Hub World acaba con la era Moderna, lugar donde se congeló el Equipo Chaotix (excepto Knuckles, que estaba en la época Mega Drive) y 3 zonas más, además de las tres llaves y Silver, recreando con este la batalla de Sonic the Hedgehog (2006). El último portal con paso a un jefe antiguo nos lleva con el robot Egg Dragoon de la saga Sonic Unleashed.
La última zona es un gran portal, con 7 engranajes rotos, reparados por las 7 Esmeraldas Caos. Descubren que el Time Eater es en realidad el mismísimo Dr. Eggman junto con su versión joven, Classic Dr. Ivo Robotnik y este revela que 3 meses después de su derrota en Sonic Colors y mientras estaba deambulando en el espacio exterior encontró un portal en el tiempo y pensó que si utilizaba ese poder podría acabar con Sonic de una vez y para siempre, atacando no solo en el presente sino también en el pasado, pero dicho plan necesitaba la ayuda de su versión joven, una vez que Eggman explica su plan y tanto él como el Classic Dr. Robotnik aplastan a ambos Sonic. Pero con los ánimos de sus amigos y el poder de las esmeraldas, se levantan como Super Sonic Clásico y Moderno, y van a un túnel espacio-temporal a tener la batalla final contra el Time Eater.
Al vencerlo, el flujo del tiempo y el espacio se restablece y todos vuelven a sus respectivas líneas de tiempo de donde vinieron. Tras regresar a la fiesta, el Sonic actual llega a disfrutar el resto de su Perrito caliente, que fue arrastrado por la interrupción del Time Eater de su fiesta de cumpleaños previamente, además de que el resto del equipo vuelve a aparecer en el mismo lugar, incluyendo los personajes antiguos, como Shadow y Silver. Después de un par de conversaciones entre los dos Sonics y los dos Tails sobre los acontecimientos recientes, Classic Sonic trata de practicar el Homing Attack en el aire, pero al principio no lo hace bien y se cae de cabeza contra el suelo. Sin embargo el Sonic actual le aplaude a Classic Sonic de todos modos, diciendo que si practicaba tal vez podrá perfeccionarlo. En ese instante Classic Sonic y Classic Tails se percatan de que hay un portal del tiempo hacia Green Hill Zone del pasado y admiten que es tiempo de volver a su línea de tiempo original, por lo que ambos deciden despedirse de sus contrapartes del futuro, no sin antes el Sonic actual mencionarle a su contraparte que le aguardaba un gran futuro y que lo disfrutara.
Una escena poscréditos se nos muestra a Dr. Eggman y su contraparte joven, Classic Dr. Robotnik que aun están perdidos y atrapados en el espacio en blanco, donde ambos sostienen una búsqueda de una salida de dicha dimensión, donde también ambos sostienen una pequeña discusión sobre si alguna vez lograran derrotar a Sonic y sus amigos o si deben contemplar la idea de volver otra vez a la academia y obtener al fin su título como profesor en lugar de continuar con sus fechorías.

### Versión Nintendo 3DS
la historia comienza con Sonic clásico en Green Hill Zone. Después de completar el Acto 1, un vórtice de color púrpura en el cielo aparece y sorprende a Sonic clásico. Después de eso, va todo el camino hasta la actualidad y Sonic es invitado a una fiesta de cumpleaños por Tails. Sin embargo, Sonic llega temprano, por lo que Tails le dice que espere. Pero entonces un vórtice aspira a Tails en ella. Sonic intenta saltar para ayudarlo, pero es "atacado" y se desmaya. Sonic se despierta en un mundo blanco y se pregunta qué está pasando. Sonic moderno rescata a Tails después de la restauración de Green Hill, y Tails le dice que él ve una gran ciudad en la noche y un hongo gigante, y así, Sonic decide ir a ver a esos lugares, siendo seguido por Sonic clásico, confundiendo a Tails como Sonic moderno. Después de la restauración de Casino Night, Tails le dice a Sonic que él se siente como si ya ha estado allí y Sonic también menciona que él tenía la sensación de que había estado allí. Después de la restauración de todas las zonas en la época clásica, la puerta del jefe abre y Sonic entra en ella. A continuación, ve a Sonic clásico a través de un vidrio, pensando que es un espejo. Luego, ambos Sonics escuchan la voz de Eggman, y Sonic clásico decide a seguir la voz a través de un portal, pero Sonic moderno no pudo llegar a tiempo. Después de entrar en el portal, Sonic clásico se reúne con Metal Sonic y le reta. Después de ganar, Sonic clásico se encuentra con Eggman clásico en su robot gigante, el Big Arm. Después de la lucha contra el jefe Big Arm, Eggman clásico es secuestrado por el Time Eater. Después de que Sonic clásico saliera del vórtice temporal, las versiones antiguas y modernas de ellos se encuentran, sorprendiéndose los unos de los otros. Tails explica que están viajando a través del tiempo y el espacio. Sonic clásico, a continuación, aprende el ataque teledirigido después de que Sonic moderno lo usara contra algunos Spinners.
Después de limpiar la era de Adventure (o la era de Dreamcast, que se compone de Emerald Coast y Radical Highway), los Sonics van a la puerta de jefe y Sonic moderno le dice a Sonic clásico que él va a cuidar de él. Después de vencer a Shadow y al Biolizard, Tails hace algunas modificaciones en los zapatos de Sonic moderno para que sean más ligeros.
Después de la era Nintendo DS, compuesto por Palace Water y Tropical Resort, Sonic se encuentra con Silver, y luego Eggman moderno reconstruye de nuevo el Egg Emperator. Después de la pelea, Eggman es secuestrado por el Time Eater.
Después de superar todos los niveles y la recolección de las Esmeraldas del Caos, los dos Sonics van a luchar contra el Time Eater, que resulta ser una máquina que controlan los dos Eggman, y mientras los Tails apoyan a los Sonics del monstruo, las Esmeraldas del Caos permite a los Sonics a transformarse en Super Sonics.
Después de derrotar al Time Eater, ambos Sonics y Tails vuelven al lugar de donde partieron su aventura, y Sonic moderno comienza a comerse su Hot Dog de cumpleaños. Sin embargo, Tails clásico se da cuenta de que el vórtice en el pasado se estaba cerrando, así que él y Sonic clásico tenían que volver. Justo antes de salir, de Sonic Clásico muestra a Sonic Moderno que él está aprendiendo el Sonic Boost también. Después de decirle que tiene un gran futuro, Sonic moderno dice adiós a la versión clásica de Sonic y él, junto con Tails clásico, vuelven al pasado.

## Jugabilidad
El juego cuenta con 18 niveles obtenidos a partir de 20 años de historia de Sonic, que van desde la era clásica, a través de la era Dreamcast, hasta la era moderna. Habrá un nivel de toma de cada uno de los otros juegos de Sonic para representar a los diferentes momentos. Cada nivel se puede jugar con Sonic Clásico o Sonic Moderno, cada uno tomando sus propias rutas en todo el nivel. Los niveles de Sonic Clásico son estrictamente etapas en dos dimensiones con desplazamiento lateral, con movimientos clásicos como el Spin Attack y el Spin Dash. Los niveles de Sonic Moderno, por el contrario, se juegan con el moderno 2D/3D como títulos recientes como Sonic Unleashed y Sonic Colors, con los ataques teledirigidos, los trucos combinados en el aire, la deriva, el ataque de Stomp Dash, velocidad de la luz y el turbo. No va a haber un nuevo menú interactivo que permite una inmersión completa en el universo de Sonic, a medida que el jugador complete el juego, se irán desbloqueando extras como personajes favoritos y los tesoros escondidos.
Mundos concentrados como los de Sonic Unleashed se han confirmado en una entrevista con Takashi Iizuka. Dijo que el mundo empieza como un espacio en blanco, así se abre más a medida que pasan los Sonics a través de más niveles. Los mundos Hub solo se podrá jugar en 2D, por lo que no son libres de vagar como si se estuvieran en Unleashed. Además, los personajes rescatados en esa etapa se mantendrán fuera de la entrada al escenario, y se le puede hablar. Además, hay una zona por encima de la entrada al escenario principal donde el jugador puede acceder a las misiones adicionales y etapas de su jefe. Patrick Riley, el director de Sega América, ha hablado acerca de los problemas de juego actualizados.
El aumento de la velocidad sobre las pendientes de Green Hill se ha mejorado y ya se ha fijado, entre otros temas de física, algunos se nota cuando el juego fue revelado por primera vez para el mundo. La versión portátil, a diferencia de las versiones de consola, hace que la jugabilidad de Sonic moderna sea similar a Sonic Rush, mientras que con las etapas especiales sean basadas en Sonic Heroes. Algunos jefes se reproducen como Sonic Clásico y algunos se juegan como Sonic moderno. Este juego, al igual que la mayoría de los otros juegos de Sonic, los actos característicos, el Acto 1 se juega como Sonic clásico y el Acto 2 es jugado como Sonic moderno, junto con 10 misiones por nivel.
Las etapas de Sonic Clásico constan de él corriendo en un permanente punto de vista en 2D, plataformas con todo el camino hacia un poste (el panel giratorio) hacia el final al igual que en los juegos originales. Patrick Riley se refiere clásicos niveles de Sonic como "Momentum-base Platforming". También se puede usar el Spin Dash.
La videoconsola Nintendo 3DS utiliza la visión estereoscópica en 3D para dar una sensación de profundidad. Sonic Clásico también tiene un Homming Attack en ambas versiones.
Las etapas de Sonic Moderno consisten en una ejecución extremadamente rápida a través de las etapas, mientras que la perspectiva cambia entre 2D y 3D, tales como en sus juegos más recientes, Sonic Unleashed (PS3/360, los niveles durante el día) y Sonic Colors (versión Wii) en particular.
El jugador puede realizar trucos Combo, que pueden ser utilizados para llenar el indicador de refuerzo, mediante el uso de objetos especiales. Hay un nuevo elemento visual a todos los niveles que regresan, como la cueva en Green Hill. Hay un poco más de plataformas involucradas, como las secciones posteriores a la cueva en Green Hill. La cámara no se puede mover a diferencia de los otros Sonic, incluso hay muros invisibles que pueden obstaculizar el aspecto de exploración.
En la versión portátil, la jugabilidad de Sonic moderno es similar a Sonic Rush y Sonic Colors (versión DS). Él tiene el Sonic Boost, capacidad de deslizarse por debajo de los obstáculos, saltar de las paredes, y utilizar el Homming Attack. Después de la era Dreamcast, Sonic Moderno aprende el Stomp. Los niveles actuales de Sonic utilizan el efecto 3D de la profundidad de la versión portátil de manera más activa, así como para dar una mejor visión para cuando salta Sonic moderno en el fondo, aunque las versiones de consola con televisor compatible con 3D.

## Requisitos (Versión de PC)

### Mínimos
- Sistema Operativo: Microsoft Windows 7/Vista/XP
- Microprocesador: Intel Pentium Dual-Core T4200 (2 x 2.0 GHz) o equivalente de AMD
- Memoria: 2GB en Windows 7/XP y 3GB en Windows Vista
- Placa de video: NVIDIA GeForce 8800 o ATI Radeon HD 2900
- Espacio libre en disco: 11 GB

### Recomendados
- Sistema Operativo: Microsoft Windows 7 o Windows 8
- Microprocesador: Intel Core i5 @ 2.66 GHz o AMD Phenom II X4 @ 3.0 GHz
- Memoria: 3GB
- Placa de Video: NVIDIA GeForce GTX 460 o ATI Radeon HD 6850
- Espacio libre en disco: 11 GB[5]

## Niveles y Jefes
Las fases del juego (así como también los jefes de fase y rivales) se inspiran en toda la historia de videojuegos de Sonic aparecidos en las consolas principales de sobremesa, los considerados como videojuegos canon, dejando de lado los juegos de Game Gear/Master System, Game Boy Advance y Spin-Offs, siendo enteramente recreadas y con temas musicales remezclados y restaurados.

## Versión PS3/Xbox 360/PC

### Niveles
En general, el juego se divide en 3 eras diferentes: Genesis, Dreamcast y Moderna (según los fanes). Cada una está compuesta por 6 niveles (3 clásicos y 3 modernos), un rival, un jefe final (Originalmente de los juegos anteriores) y aproximadamente 15 desafíos clásicos y 15 desafíos modernos, para desbloquear las llaves que llevan a los jefes finales. Esta es una lista de los niveles junto con los juegos en los que aparecieron por primera vez, excepto el último:
- Green Hill Zone, de Sonic the Hedgehog.
- Chemical Plant Zone, de Sonic the Hedgehog 2.
- Sky Sanctuary Zone, de Sonic & Knuckles.
- Speed Highway, de Sonic Adventure.
- City Escape, de Sonic Adventure 2.
- Seaside Hill, de Sonic Heroes.
- Crisis City, de Sonic the Hedgehog (2006).
- Rooftop Run, de Sonic Unleashed.
- Planet Wisp, de Sonic Colors.

### Solo minijuego (DLC)
- Casino Night Zone, de Sonic the Hedgehog 2.

### Jefes y Rivales
Jefes
- Death Egg Robot, jefe final de Sonic the Hedgehog 2.
- Perfect Chaos, jefe final de Sonic Adventure.
- Egg Dragoon, penúltimo jefe de Sonic Unleashed.
- Time Eater, jefe final.

Rivales
- Metal Sonic, rival de Sonic CD.
- Shadow the Hedgehog, rival de Sonic Adventure 2
- Silver the Hedgehog, rival de Sonic the Hedgehog (2006)

## Versión Nintendo 3DS

### Niveles
- Green Hill Zone, de Sonic the Hedgehog.

- Casino Night Zone, de Sonic the Hedgehog 2.

- Mushroom Hill Zone, de Sonic & Knuckles.

- Emerald Coast, de Sonic Adventure.

- Radical Highway, de Sonic Adventure 2.

- Water Palace, de Sonic Rush.

- Tropical Resort, de Sonic Colors.

### Jefes y rivales
Jefes
- Big Arm, jefe final de Sonic the Hedgehog 3.
- Biolizard, penúltimo jefe de Sonic Adventure 2.
- Egg Emperor, antepenúltimo jefe de Sonic Heroes.
- Time Eater, jefe final .

Rivales
- Metal Sonic, rival de Sonic the Hedgehog CD.
- Shadow the Hedgehog, rival de Sonic Adventure 2.
- Silver the Hedgehog, rival de Sonic the Hedgehog (2006) y sonic rivals (1 y 2).

## Doblaje
Sonic Generations es el primer título de la saga en ser doblado al español. Ésta es la lista de dobladores originales y su correspondiente voz en inglés y español:
| Personaje                      | Actor de voz      | Actor de voz      | Actor de voz           | Actor de voz           | Actor de voz     | Actor de voz     |
| Personaje                      | Japonés           | Japonés           | Inglés                 | Inglés                 | Español          | Español          |
| Personaje                      | Original          | Remaster          | Original               | Remaster               | Original         | Remaster         |
| ------------------------------ | ----------------- | ----------------- | ---------------------- | ---------------------- | ---------------- | ---------------- |
| Sonic the Hedgehog             | Jun'ichi Kanemaru | Jun'ichi Kanemaru | Roger Craig Smith      | Roger Craig Smith      | Jonatán López    | Ángel de Gracia  |
| Miles "Tails" Prower           | Ryō Hirohashi     | Ryō Hirohashi     | Kate Higgins           | Colleen O'Shaughnessey | Graciela Molina  | Graciela Molina  |
| Miles "Tails" Prower (clásico) | Takuto Yoshinaga  | Takuto Yoshinaga  | Kate Higgins           | Colleen O'Shaughnessey | Graciela Molina  | Graciela Molina  |
| Knuckles the Echidna           | Nobutoshi Canna   | Nobutoshi Canna   | Travis Willingham      | Dave B. Mitchell       | Sergio Mesa      | Sergio Mesa      |
| Amy Rose                       | Taeko Kawata      | Taeko Kawata      | Cindy Robinson         | Cindy Robinson         | Meritxell Ribera | Meritxell Ribera |
| Cream the Rabbit               | Sayaka Aoki       | Sayaka Aoki       | Michelle Ruff          | Michelle Ruff          | Geni Rey         | Geni Rey         |
| Charmy Bee                     | Yōko Teppōzuka    | Yōko Teppōzuka    | Colleen O'Shaughnessey | Colleen O'Shaughnessey | Graciela Molina  | Anna Orra        |
| Vector the Crocodile           | Kenta Miyake      | Kenta Miyake      | Keith Silverstein      | Keith Silverstein      | Alfonso Vallés   | Alfonso Vallés   |
| Espio the Chameleon            | Yūki Masuda       | Yūki Masuda       | Troy Baker             | Matthew Mercer         | Dani Albiac      | Dani Albiac      |
| Shadow the Hedgehog            | Kōji Yusa         | Kōji Yusa         | Kirk Thornton          | Kirk Thornton          | Manuel Gimeno    | Manuel Gimeno    |
| Rouge the Bat                  | Rumi Ochiai       | Rumi Ochiai       | Karen Strassman        | Karen Strassman        | Ana Vidal        | Ana Vidal        |
| Silver the Hedgehog            | Daisuke Ono       | Daisuke Ono       | Quinton Flynn          | Bryce Papenbrook       | Ángel de Gracia  | Masumi Mutsuda   |
| Blaze the Cat                  | Nao Takamori      | Nao Takamori      | Laura Bailey           | Erica Lindbeck         | Carmen Ambrós    | Carmen Ambrós    |
| Omochao                        | Etsuko Kozakura   | Etsuko Kozakura   | Laura Bailey           | Erica Lindbeck         | Sofía García     | Sofía García     |
| Doctor Eggman                  | Chikao Ōtsuka     | Kotaro Nakamura   | Mike Pollock           | Mike Pollock           | Francesc Belda   | Francesc Belda   |
| Doctor Eggman (Clásico)        | Chikao Ōtsuka     | Kotaro Nakamura   | Mike Pollock           | Mike Pollock           | Francesc Belda   | Francesc Belda   |

## Recepción
Sonic Generations ha tenido muy buenas críticas, IGN le dio un 8.5 diciendo "Sonic Generations es en gran parte un juego para los fans más grandes de Sonic".
HardGame2 (Español) le dio un 9.0 diciendo "Lo tiene todo para convencer a los que quieran disfrutar con un plataformas de desarrollo en 2D o los que prefieran los delirantes niveles en 3D".
Teknoconsolas le dio un 8.7, alabando su banda sonora, jugabilidad y sus escenarios.
Meristation le dio un 8.5 y dijo que Sonic Generations era "el mejor título basado en el incombustible erizo de la última década".
GamesRadar le dio un 8.0, alabando sus niveles 3D y sus escenas de acción, pero criticó el control a baja velocidad diciendo que "sigue siendo torpe".
Generacionpixel le dio críticas mayormente buenas, con una puntuación de 9.1, diciendo que es "el mejor juego de Sonic desde Sonic Adventure 2".
Juegos DB un 8.5, alabando su banda sonora y diseño, pero que tenía unos "pequeños fallos".
Vandal le dio un 7.5 a la versión de Nintendo 3DS.
3D Juegos le dio un 8.4, diciendo que Sonic Generations no innova en demasía ni supone ninguna revolución dentro del género, pero es un juego que nos permite recuperar buenos momentos con la mascota de SEGA.

### Premios
Este juego ha sido nominado a dos Golden Joystick Awards: uno al mejor juego de acción del momento, y otro por el nivel de City Escape; según lo publicó SEGA en el Facebook de Sonic el 10 de septiembre de 2012. Aún está pendiente de votación.